# 9 223 372 036 854 775 807
El número 9 223 372 036 854 775 807 es un número entero igual a 263 − 1. Su factorización prima es 72 · 73 · 127 · 337 · 92737 · 649657, que es igual a Φ1(2) · Φ3(2) · Φ7(2) · Φ9(2) · Φ21(2) · Φ63(2).

## En Informática
El número 9 223 372 036 854 775 807 (nueve trillones doscientos veintitrés mil trescientos setenta y dos billones treinta y seis mil ochocientos cincuenta y cuatro millones setecientos setenta y cinco mil ochocientos siete), equivalente al valor hexadecimal 7FFF,FFFF,FFFF,FFFF16, es el valor máximo para un entero con signo de 64 bits en informática. Por lo tanto, es el valor máximo para una variable declarada como un entero largo (long, long long int o bigint) en muchos lenguajes de programación que se ejecutan en computadoras modernas. La presencia del valor puede reflejar un desbordamiento de entero, o error.
Este valor es también el desplazamiento de dirección con signo positivo más grande para una CPU de 64 bits que utiliza direccionamiento de memoria con extensión de signo (como la arquitectura AMD x86-64). Al ser un valor impar, su apariencia puede reflejar una dirección de memoria errónea.